# Black Bob (Musiker)
Black Bob (bl. 1930er Jahre) war das Pseudonym eines US-amerikanischen Bluespianisten in Chicago, der in den 1930er Jahren an zahlreichen Aufnahmen beteiligt war. Sein richtiger Name ist nicht bekannt, vermutet wurde jedoch Bob Hudson, Bob Robinson, Bob Alexander und Bob Schanault (oder Chenault).

## Leben und Werk
Über Black Bobs Leben ist – mit Ausnahme der Aufnahmen mit seiner Beteiligung – so gut wie nichts bekannt. Der Pianist Charlie West gab an, Black Bob sei in Ohio als Black Jack bekannt gewesen, bevor er um 1927 nach Chicago ging, wo er den Namen Black Bob annahm. Big Bill Broonzy dachte, sein echter Name sei Robert Alexander, während Memphis Slim ihn als Bob Hudson erinnerte. Er wurde auch einmal für einen gewissen Bob Call gehalten.
Black Bob war Pianist bei vielen Chicago-Blues-Aufnahmen Mitte bis Ende der 1930er Jahre, insbesondere für die Labels Bluebird und Vocalion. Er begleitete unter anderem Broonzy, Bumble Bee Slim, Jazz Gillum, Lil Johnson, Red Nelson, Papa Charlie McCoy, Memphis Minnie, Merline Johnson, Papa Charlie McCoy, Tampa Red, Casey Bill Weldon und Washboard Sam.
Obwohl keine Aufnahmen von Black Bob nach 1937 bekannt sind, berichtete Memphis Minnie, dass er sie noch 1954 begleitete. Über sein späteres Leben ist nichts bekannt.